# Carroll County (Ohio)
Carroll County ist ein County im Bundesstaat Ohio der Vereinigten Staaten. Der Verwaltungssitz (County Seat) ist Carrollton.

## Geographie
Das County liegt fast im äußersten Osten von Ohio, ist jeweils etwa 40 km von der Grenze zu Pennsylvania und West Virginia entfernt und hat eine Fläche von 1033 Quadratkilometern, wovon elf Quadratkilometer Wasserfläche sind. Es grenzt im Uhrzeigersinn an folgende Countys: Columbiana County, Jefferson County, Harrison County, Tuscarawas County und Stark County.

## Geschichte
Carroll County wurde am 25. Dezember 1832 aus Teilen des Columbiana-, Harrison-, Jefferson-, Stark- und Tuscarawas County gebildet. Benannt wurde es nach Charles Carroll, dem letzten überlebenden Unterzeichner der Unabhängigkeitserklärung der USA von 1776.
Zehn Bauwerke und Stätten des Countys sind im National Register of Historic Places eingetragen (Stand 7. April 2018).

## Demografische Daten

Alterspyramide des Carroll County

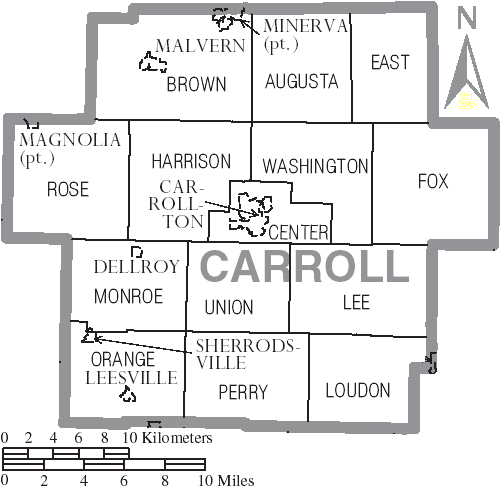
Karte des Carroll County.

Nach der Volkszählung im Jahr 2000 lebten im Carroll County 28.836 Menschen. Davon wohnten 366 Personen in Sammelunterkünften, die anderen Einwohner lebten in 11.126 Haushalten und 8.155 Familien. Die Bevölkerungsdichte betrug 28 Einwohner pro Quadratkilometer. Ethnisch betrachtet setzte sich die Bevölkerung zusammen aus 98,20 Prozent Weißen, 0,54 Prozent Afroamerikanern, 0,32 Prozent amerikanischen Ureinwohnern, 0,11 Prozent Asiaten, 0,02 Prozent Bewohnern aus dem pazifischen Inselraum und 0,09 Prozent aus anderen ethnischen Gruppen; 0,71 Prozent stammten von zwei oder mehr Ethnien ab. 0,55 Prozent der Bevölkerung waren spanischer oder lateinamerikanischer Abstammung.
Von den 11.126 Haushalten hatten 31,9 Prozent Kinder und Jugendliche unter 18 Jahre, die bei ihnen lebten. 61,9 Prozent waren verheiratete, zusammenlebende Paare, 7,7 Prozent waren allein erziehende Mütter, 26,7 Prozent waren keine Familien, 22,9 Prozent waren Singlehaushalte und in 10,4 Prozent lebten Menschen im Alter von 65 Jahren oder darüber. Die Durchschnittshaushaltsgröße betrug 2,56 und die durchschnittliche Familiengröße lag bei 3,00 Personen.
Auf das gesamte County bezogen setzte sich die Bevölkerung zusammen aus 25,1 Prozent Einwohnern unter 18 Jahren, 7,5 Prozent zwischen 18 und 24 Jahren, 27,5 Prozent zwischen 25 und 44 Jahren, 25,7 Prozent zwischen 45 und 64 Jahren und 14,2 Prozent waren 65 Jahre alt oder darüber. Das Durchschnittsalter betrug 39 Jahre. Auf 100 weibliche Personen kamen 98,0 männliche Personen. Auf 100 Frauen im Alter von 18 Jahren oder darüber kamen statistisch 95,4 Männer.
Das jährliche Durchschnittseinkommen eines Haushalts betrug 35.509 USD, das Durchschnittseinkommen der Familien betrug 41.114 USD. Männer hatten ein Durchschnittseinkommen von 31.611 USD, Frauen 21.285 USD. Das Prokopfeinkommen betrug 16.701 USD. 8,5 Prozent der Familien und 11,4 Prozent der Bevölkerung lebten unterhalb der Armutsgrenze. Davon waren 17,2 Prozent Kinder oder Jugendliche unter 18 Jahre und 11,1 Prozent waren Menschen über 65 Jahre.

### Orte in Carroll County

#### Dörfer
| - Carrollton - Dellroy - Leesville - Magnolia | - Malvern - Minerva - Sherrodsville |

#### Townships
| - Augusta Township - Brown Township - Center Township - East Township - Fox Township | - Harrison Township - Lee Township - Loudon Township - Monroe Township - Orange Township | - Perry Township - Rose Township - Union Township - Washington Township |